# اتحاد أنغويلا لكرة القدم
تأسس اتحاد أنغويلا لكرة القدم في عام 1990م وانضم إلى الإتحاد الدولي لكرة القدم في 1996م وإنضم إلى اتحاد أمريكا الشمالية لكرة القدم في 1994م.

## روابط إضافية
- Anguilla at the FIFA website.